# پاساده
پاساده (به آلمانی: Passade) یک شهر در آلمان است که در Plön (District) واقع شده‌است. پاساده ۲۸۴ نفر جمعیت دارد.